# 29 mars 1940
Le vendredi 29 mars 1940 est le 89e jour de l'année 1940.

## Naissances
- Antoine Drolet, personnalité politique canadienne
- Astrud Gilberto (morte le 5 juin 2023), chanteuse et compositrice brésilo-américaine de bossa nova, samba, jazz
- Bärbel Fuhrmann, nageuse allemande
- Dunc McCallum (mort le 31 mars 1983), joueur professionnel de hockey sur glace en Amérique du Nord
- Eden Kane, acteur et chanteur pop britannique
- Godfrey Reggio, cinéaste américain
- Heinz Ludwig Arnold (mort le 1er novembre 2011), publiciste allemand
- Mamy Rock (morte le 27 mai 2014), disc jockey britannique
- Mario Velarde (mort le 19 août 1997), footballeur mexicain
- Octavian Nemescu (mort le 6 novembre 2020), compositeur roumain
- Regula Frei-Stolba, historienne et personnalité politique suisse
- Viktor Serebryanikov (mort le 12 novembre 2014), joueur et entraîneur de football soviétique

## Décès
- Alexander Obolensky (né le 17 février 1916), joueur anglais de rugby à XV
- Henri Jooris (né le 1 janvier 1879), personnalité française du sport

## Événements
- Création de musée impérial du Brésil
- Sortie du court métrage Screen Snapshots Series 19, No. 6